# Trångsund, Ryssland
Trångsund (ryska: Высо́цк, Vysotsk, tidigare: ryska: Тронгзунд, Trongzund; finska: Uuras) är en kustnära stad och hamn i Vyborg rajon i Leningrad oblast i Ryssland. Staden ligger på Karelska näset vid östra Viborgska viken, och den ligger 12 km söder om Viborg, Ryssland och 159 km nordväst om Sankt Petersburg. Staden är bas för en del av den ryska Östersjöflottan och sedan år 2004 även oljedepå. Folkmängden uppgår till strax över 1 000 invånare, och Trångsund en av de städer med lägst folkmängd i Ryssland.
Fortet Trongzund byggdes på order av Peter den store, efter att området erövrats från svenskarna i det stora nordiska kriget. 1812 blev staden en del av storfurstendömet Finland och var finskt fram tills att det tillföll Sovjetunionen 24 november 1944.
I Trångsund fanns ett honorärt svenskt vicekonsulat 1937-1940, då det drogs in till följd av det politiska skeendet. Vicekonsul under denna tid var Georg Alexander Falck.